# Rhagoletis suavis
Rhagoletis suavis är en tvåvingeart som först beskrevs av Friedrich Hermann Loew 1862.  Rhagoletis suavis ingår i släktet Rhagoletis och familjen borrflugor. Inga underarter finns listade i Catalogue of Life.